# میکله بسو
میکله آنجلو بسو (انگلیسی: Michele Angelo Besso؛ ۲۵ مهٔ ۱۸۷۳ – ۱۵ مارس ۱۹۵۵) مهندس سوئیسی/ایتالیایی بود. بسو در ریزباخ در خانواده‌ای از یهودیان ایتالیا (سفاردی) زاده شد. او در سال‌هایی که در بنیاد پلی‌تکنیک فدرال (اکنون مؤسسه فناوری فدرال زوریخ نام دارد) در زوریخ بود و بعدتر در اداره ثبت اختراعات در برن با آلبرت اینشتین دوستی نزدیک داشت که در آنجا اینشتین به او کمک کرد که کار پیدا کند.